# Garshuni
L'alfabet garxuní o karxuní o karšuni (siríac: ܓܪܫܘܢܝ; àrab: كرشوني, karxūnī o garxūnī) és el nom que rep l'alfabet siríac emprat pels cristians de Síria i Mesopotàmia per tal d'escriure l'àrab. L'escriptura garxuní apareix al segle vii i, des del segle x fins a gairebé l'actualitat, ha estat emprada pels cristians sirians, orientals i occidentals, pels maronites, pels jacobites i pels nestorians, és a dir pels cristians arabòfons de tradició siríaca; sembla que només els cristians melquites no l'haurien emprat mai. Sembla que va començar a caure en desús amb la Nahda, el renaixement àrab del segle xix. A Kerala, a l'Índia, s'anomena escriptura garxuní l'alfabet siríac emprat per escriure en malaiàlam, la llengua pròpia dels cristians malabars. De fet, sembla que ocasionalment també s'hauria emprat l'alfabet siríac, anomenat també garxuní, per a la transcripció d'altres llengües com el turquès, especialment l'àzeri, el persa, l'armeni o el kurd, gairebé sempre, però, en contextos siríacs orientals.

## Etimologia
L'origen del nom és poc clar i no se'n sap ni el lloc ni el moment en què apareix. Rubens Duval apunta el nom de Guerxom, fill de Moisès, inventor mític de l'escriptura, com a possible ètim del nom, però el cert és que cap de les propostes fetes gaudeix de consens.
En àrab llevantí l'expressió btaḥkī karxūnī?, ‘parles garxuní?’, indica una llengua exòtic i incomprensible.

## Característiques
Atès que la fonologia de l'àrab i la del siríac són força diferents, van ser necessàries algunes adaptacions, especialment pel fet que l'alfabet àrab té vint-i-vuit caràcters mentre que el siríac només 22. Això obliga a transcriure dos o més caràcters àrabs amb un únic caràcter siríac. Així la taw siríaca s'empra per escriure tant la ta com la tha; la gomal per a la jim i la ghayn; la koph per a la kaf i la kha; la dolath per a la dal i la dhal; la teth per a la ta gutural i la dha; i la sodhe per a la sad i la dad. A vegades, per distingir els diferents sons s'ha emprat un punt sobreescrit o sotaescrit, però el seu ús no ha estat sistemàtic.

## Història

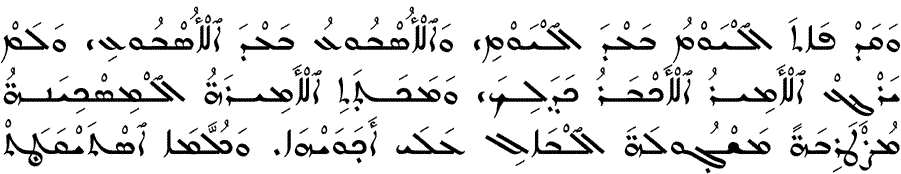
Text àrab escrit amb alfabet garxuní

Els testimonis més antics es troben entre les esglésies siríaques occidentals, en concret l'Església maronita. Un dels primers textos datats és una nota marginal en un manuscrit maronita de les Homilies de Jacob de Batnes, datat el 10 de juliol de 1141 (any 1452 de l'era dels selèucides, en l'original). S'hi esmenta la promoció d'un monjo, anomenat Daniel, com a abat del monestir de Sant Joan de Khuzbandu, a Xipre, per part del patriarca maronita. El Còdex de Rabbula, també d'origen maronita, conté al marge actes notarials diverses, de les quals trenta-cinc són en àrab, dotze en alfabet àrab i vint-i-tres en alfabet garxuní. La més antiga, al foli 7b, també és el nomenament d'un monjo, anomenat Ixaya, com a abat de l'esmentat monestir, datat ara el 8 de setembre de 1154 (1465 de l'era dels selèucides).
La recepta per a l'elaboració de tinta conservada en el manuscrit BL Add. 14644, un manuscrit del segle vi de la col·lecció nitriana, passat de Mesopotàmia a Egipte l'any 932, malauradament no es pot datar amb certesa.
Els primers llibres totalment escrits amb aquest alfabet són molt més recents. S. K. Samir esmenta els manuscrits Vat. arab. 135, de 1384, i el Vat. arab. 146, de 1392.
Per als siríacs orientals, els testimonis són molt més recents, encara, del segle xvii, potser vinculats al desenvolupament de la influència catòlica.
Els cristians arabòfons també empraven l'alfabet àrab per a escriure la seva llengua, i de fet no és estrany trobar l'ús dels dos alfabets en un mateix text, la qual cosa indica que els motius no eren simplement pràctics. En aquest sentit, es pot interpretar que l'ús de l'alfabet siríac respondria, especialment entre els maronites, a una reafirmació de la seva identitat cultural, considerada amenaçada. També caldria veure-hi la influència de les virtuts màgiques i estètiques atribuïdes a l'alfabet siríac.
En aquest context, amb el renaixement àrab del segle xix, l'alfabet garxuní començà a perdre vitalitat.

### Patrimoni
El primer llibre imprès al Líban, un saltiri fet el 1610 al convent de Sant Antoni de Qozhaya, a iniciativa de Sarkis ar-Rizzí, bisbe maronita de Damasc, ho fou en alfabet garxuní.
La biblioteca del monestir patriarcal sirocatòlic de Charfet, també al Líban, fundat el 1789, conserva una important col·lecció de textos i manuscrits en garxuní. Es tracta, sobretot, de comentaris de les Escriptures, de reculls litúrgics, de vides de sants, de glosses sobre els sagraments i sobre disposicions conciliars, de sermons i homilies etc.